# Armand Olivennes
Armand Olivennes (Berlijn, 31 januari 1931 – la Seyne-sur-Mer, 19 april 2006) was een Frans psychiater en dichter. Hij was de broer van psychiater Claude Olievenstein.
In zijn dichtbundels is het veelvoorkomende thema de gruwel uit nazi-Duitsland, waarin hij werd geboren. Hij vluchtte in 1937, samen met zijn broer en vader, naar Frankrijk en werd er psychiater. Toch legde hij zich, vanaf het begin van de jaren vijftig, voornamelijk toe op het neerschrijven van gedichten. Hij schreef ook een roman, Le Roman des deux lunes.

## Werk
- Chronique des temps blindés (1953)
- Circulaire à mon amoureuse (1961)
- Le Sentiment latéral (1962)
- L’Enterreur (1966)
- Du cœur sans gant aux gants sans cœur (1981)
- La Métaphore et les parfumeurs (1982)
- Hautes œuvres devant maman et le multiple (1983)
- Saint-Cloud et Gomorrhe (1983)
- L’hémisphère Ouest, Quinze-dix (1987)
- Haut-le-corps, haut-le-cœur (1987)
- Le Revolver s’est suicidé (1989)
- Puma (1991)
- Politique de l’autruche (1992)
- Masque sans masque (1992)
- Œillet de Poète (1993)
- La tortue gourmette (1994)
- Un rayon de loup dans l’ornière (1995)
- La Mort infructueuse (1995)
- Le Chandelier des mots (1995)
- Saint Glinglin (1995)
- Poèmes pour disparaître (1996)
- Des ailes dans le plomb (1996)
- Frère Octave se remarie (1996)
- Obros (1996)
- Le Bonnet d’âne (1999)
- Nous les schizo-cherokees et La Marchoire (1999)
- Les Poissons nous cachent quelque chose (2000)
- Le Poème de l’Homme-machine (2000)
- Feuille de pique (2001)
- Flanqué à la porte du silence (2001)